# Natzwiller
Natzwiller (en alsacià Nàswil) és un municipi francès, situat a la regió del Gran Est, al departament del Baix Rin. L'any 1999 tenia 624 habitants.
Forma part del cantó de Mutzig, del districte de Molsheim i de la Comunitat de comunes de la Vall de la Bruche.

## Demografia
| 1962 | 1968 | 1975 | 1982 | 1990 | 1999 |
| ---- | ---- | ---- | ---- | ---- | ---- |
| 763  | 776  | 702  | 658  | 634  | 624  |

## Administració
| Període | Identitat   | Partit |
| ------- | ----------- | ------ |
| 2001-   | André Woock |        |